# Phacelia cumingii
Phacelia cumingii är en strävbladig växtart som först beskrevs av George Bentham, och fick sitt nu gällande namn av Asa Gray. Phacelia cumingii ingår i Faceliasläktet som ingår i familjen strävbladiga växter. Inga underarter finns listade i Catalogue of Life.